# Crambophilia minorcula
Crambophilia minorcula är en fjärilsart som beskrevs av Dyar 1914. Crambophilia minorcula ingår i släktet Crambophilia och familjen nattflyn. Inga underarter finns listade i Catalogue of Life.